# Morgi (województwo podkarpackie)
Morgi – osada w Polsce położona w województwie podkarpackim, w powiecie rzeszowskim, w gminie Kamień. Miejscowość wchodzi w skład sołectwa Kamień-Podlesie. W latach 1975–1998 położona była w województwie rzeszowskim.
W osadzie znajduje się zabytkowy pałac myśliwski, zbudowany pierwotnie w XVIII wieku przez hrabiów Ressequierów. W 1918 roku pałacyk wraz z gruntami zakupił baron Jan Albin Goetz. Po II wojnie światowej znajdowała się w nim siedziba Nadleśnictwa Morgi, należał do Komendy Milicji Obywatelskiej, a także gminy Kamień. Od początków XXI znajduje się w rękach prywatnych.